# موتورحسین آزادچهر
موتورحسین آزادچهر یک منطقهٔ مسکونی در ایران است که در استان کرمان واقع شده‌است.